# Дамиан Новый
Преподобномученик Дамиан Новый — христианский православный святой, имеющий благодать молить Бога о рождении детей. Был убит в 1568 году. Память святого Дамиана совершается в Православной церкви 8 марта (по юлианскому календарю) и в монастыре Честного Предтечи — в первое воскресение июля.

## Жизнеописание
Святой Дамиан родился в 1512 г. (по др. сведениям ок. 1495 г.) в деревне Рихово (или Мерихово — ныне Айя Триада в районе Кардицы) в Фессалии, в правление турецкого султана Баязида I. Родители его были бедны, но благочестивы и по местным преданиям носили фамилию Канэллис (греч.  κανέλλα— корица). В молодом возрасте он стал монахом, приняв постриг в монастыре Филофей на горе Афон. Через несколько лет, как повествует древний синаксарь, «возлюбив более всего добродетель», перешёл на пустынножительство под руководством исполненного Благодати подвижника и чудотворца Дометия (память празднуется 20 августа и в соборе афонских святых — во 2-ю неделю по Пятидесятнице).
Через 3 года непрестанного подвига Дамиан услышал Божественный глас, обращенный к нему: «Дамиан! Не должно тебе искать лишь своей пользы, но и других!».
Оставив тогда Святую гору, он пошел с проповедью слова Божия по деревням, находившимся около горы Олимп, в округе горы Киссавос (Осса) — от г. Лариса до Аграфы в Фессалии. Предполагают, что на г. Олимп он пошёл из-за своего соотечественника — игумена монастыря Филофей Дионисия (память преподобного совершается 24 января и в 1-ю неделю по неделе Всех Святых.), который около 1524 г. перешел на Олимп. Там он восстановил и обустроил монастырь Честного Предтечи, ставший духовным центром всей центральной части Греции.
Живя на Олимпе, Дамиан учил покаянию и побуждал порабощенных христиан встать на путь исполнения воли Божией: избегать несправедливости в отношении других и всякой иной неправды. Вскоре, однако он стал ненавидим турками и многими называвшими себя христианами, но жившими нечестиво и осуждавшими монаха. Они утверждали, что он находится в прелести, лжёт, всячески мешали ему и покушались на жизнь. Святой, воспоминая о Христе, удалился в пределы Ларисы. Претерпевая и там нападки от людей, он уединился в горном местечке Аграфа, где в монастыре Богородицы Пеликити прожил около 10 лет, проповедуя евангельские истины.
В 1529 г. он завершает там строительство монастыря, в котором, как предполагают, он был игуменом. В Аграфе некоторые оговаривали Дамиана, называя лжемонахом, который будоражит народ без причины. Из-за этих нестроений Дамиан переходит на Киссавос и проповедует на её восточной части — вблизи города Айя. Вокруг святого собираются монахи и из-за этого в 1550 г. он создает монастырь святого Иоанна Крестителя, известный как монастырь Честного Предтечи — в южной части горы на высоте ок.1100 м над уровнем моря, в 4 км от деревни Селициани (ныне — Анатоли). Монастырю принадлежали около 200 га пахотных земель, 20 га виноградников, содержали около 1500 овец и до 150 волов.
Однако сам святой Дамиан, если и был игуменом нового монастыря, по привычке к подвижническому образу жизни оставался один — в пещере (аскитирионе), устроенной в 3-х км. западнее, под большой висящей скалой, которая отделена от монастыря ущельем высохшего горного потока. Пещера находится на месте древнего монашеского центра, называемого «горой келий». Так игумен Дамиан продолжал своё жительство в киновии, подвизаясь в пещере, прежде всего, молясь и параллельно уча. Множество верующих людей из округи приходило в монастырь услышать его слово, получить совет. Он же непрестанно проповедовал слово Божие. Даже в Ларисе, где находился турецкий правитель области, святой не боялся обличать сребролюбие, безнравственность и алчность богатых турколюбивых правителей.
Бескомпромиссностью своей проповеди святой Дамиан затрагивал интересы не только турок, но и евреев Ларисы, составлявших большую часть его населения. Настойчиво призывал игумен Дамиан христиан ни коим образом не участвовать в воскресные дни в торговых и иных сделках, а посвящать их молитве, Богу. Турки же и евреи получали большую экономическую выгоду от торговли на воскресных базарах, устраиваемых как праздники. Проповедь святого подготавливала христиан к независимости от поработителей — прежде всего, духовной. Таким образом, обвинения святого в призывах к отказу от участия в торговле по воскресениям было вполне достаточно для его осуждения на казнь через повешение.

## Кончина Дамиана
В конце 1568 г. игумен Дамиан по делам монастыря и ради проповеди выехал в деревню Вулгарини (ныне - Элафо) около Айи, где был схвачен турками и доставлен к правителю области в Ларису. На вопрос правителя в правдивости обвинений в его адрес, святой отвечал с большим мужеством, подтвердив, что он действительно призывал христиан быть стойкими в вере. Правитель постановил сурово наказать (бить) святого и содержать в темнице, сковав тяжелыми цепями его шею и ноги. В дер. Вулгарини его держали 15 дней, ежедневно давая по 100 ударов палкой и склоняя к отречению от веры. Каждые 2-3 дня один из стражей приносил ему немного воды и хлеба. Дамиан был повторно вызван правителем, который уговаривал его изменить веру. Святой оставался непреклонен. Правитель приказал истязать монаха, повесить его и сжечь тело.
После избиений окровавленного преподобномученика отвели на место общего погребения - рядом с рекой Пиньос. На огромном платане повесили и еще до того, как он умер, один из стражей сильно ударил его по голове топором. Веревка порвалась и еще живым святого бросили в уже готовый большой костер. Боясь, что христиане будут чтить мощи святого, весь пепел от костра вместе с прахом турки собрали и развеяли над водами реки.
Через 4 года после кончины началось его почитание как местного святого Фессалии.

## Почитание преподобного Дамиана
Центрами празднования его памяти являются дер. Агиа Триада близ. Кардицы и  монастырь Честного Предтечи около дер.Анатоли (Селитсани), где дополнительно в 1 воскресение июля в той самой пещере, где подвизался святой, в его честь совершается Божественная Литургия с праздничным молебном.
Современное почитание преподобномученика Д. связано, прежде всего с его молитвенной помощью родителям, которые просят Бога о рождении детей. В честь свершившегося чуда мальчиков и девочек называют Дамианами.